# Palumbia tenax
Palumbia tenax är en tvåvingeart som beskrevs av Thompson 1976. Palumbia tenax ingår i släktet Palumbia och familjen blomflugor. Inga underarter finns listade i Catalogue of Life.